# 신해독
신해독은 게놈학(유전체학) 분야에서 쓰이는 용어로, de novo sequencing 을 번역한 말이다.
게놈을 해독하는 방법은 크게 두가지로 분류될수 있다. 하나는 re-sequencing (재해독)이고, 다른 하나는 de novo sequencing (신해독 혹은 선도해독)이다. 이것은 게놈지도를 만들때 기본적으로 그 목적과 개념이 다르다.
총 4조원이 든 최초의 인간 표준게놈은 신해독 방법으로 게놈지도를 새로 만든것이다. 2016년도, 천달러인 개개인의 재해독은 완전히 다른 비용계산이 필요하다. 이것은 신해독된 표준게놈에, 해독된 주로 짧은 서열을 정렬을 시켜서 그 뼈대에 맞춰 구성한 일종의 반쪽자리 게놈지도이다.

## 천달러 게놈시대
한 사람당 게놈 해독 비용을 말할때, 흔히 쓰이는 액수가 천달러이다. 그러나, 엄밀히 말하면, 2016년도에 알려진 $1,000 게놈 시대는 오지 않았다. 2016년에도 신해독 법으로 인간 게놈을 해독하려면 최소 수십억달러의 해독 비용이 필요하다. 천달러 게놈시대의 진정한 의미는, 재해독을 통해 인간이 가진 일반적인 유전변이 (주로 SNP)를 파악할 수 있으므로, 급속한 게놈해독 기술의 발달로, IT 기술 개발에 버금가는 개선이 있었다는 것을 뜻하며, 그 데이터 생산의 비용절감을 표현한다.